# Ыскакбай, Марал Ыскакбаевич
Марал Ыскакбаевич Ыскакбай  (2 февраля 1938; Кордайский район, Джамбулская область, Казахская ССР, СССР) — казахский писатель, общественный деятель. Заслуженный деятель Казахстана (1998). Бывший председатель Авторского совета Республиканского общественного объединения «Казахстанское авторское общество».

## Биография
Родился 2 февраля 1938 года в селе Сулуторы. Происходит из рода жаныс племени дулат
В 1965 году Окончил филологический факультет Казахский национальный университет имени аль-Фараби

## Трудовая деятельность
В 1957-1963 годах — колхозник, тракторист, каменщик, бетонщик.
В 1963 по 1971 годы —  Учитель, завуч, директор средней школы.
В 1971 по 1977 годы — Редактор Казахской Советской энциклопедии, редактор Госкомиздата, главный редактор «Казахкниги».
В 1977 по 1984 годы — Инструктор ЦК Компартии Казахстана.
В 1984 по 1985 годы —  Секретарь Союза писателей Казахстана.
В 1985 по 1988 годы — Директор издательств «Мектеп», «Жазушы».
В 1991 по 1997 годы — Председатель Государственного агентства Республики Казахстан по авторским и смежным правам.
С 1997 года по 2019 год — Председатель Авторского совета Республиканского общественного объединения «Казахстанское авторское общество».

## Творчество
Научные, литературные труды, публикации: Роман «Жизнь как жизнь» (1993); Повесть «Сорок девушек» (1975); Повесть «Начало лета» (1977); Повесть «Поэт хромого Тимура» (1980); Сборник «Избранное» (1996); Сборник «Утеген-батыр» (1999).
Отдельные художественные произведения переведены на русский, украинский, киргизский, татарский языки.

## Награды и звания
- Медаль «В ознаменование 100-летия со дня рождения Владимира Ильича Ленина» (1970)
- Награждён Почётной грамотой Верховного Совета Казахской ССР (1988)
- Заслуженный деятель Казахстана (1998)
- Медаль «10 лет независимости Республики Казахстан» (2001)
- Орден Курмет (2005)
- Медаль «10 лет Астане» (2008)
- Указом Президента Республики Казахстан за выдающиеся заслуги в казахской литературе и культуре награждён орденом «Парасат» (5 декабря 2018)